# جبريل بلانشارد
جبريل بلانشارد (بالفرنسية: Gabriel Blanchard)‏ هو رسام فرنسي، ولد في 26 ديسمبر 1630 في باريس في فرنسا، وتوفي بنفس المكان في 1704.